# Frank Gorrell
Frank Cheatham Gorrell (* 20. Juni 1927 in Russellville, Logan County, Kentucky; † 12. März 1994 in Brentwood, Tennessee) war ein US-amerikanischer Politiker. Zwischen 1967 und 1971 war er als Präsident des Staatssenats auch Vizegouverneur des Bundesstaates Tennessee.

## Werdegang
Frank Gorrell absolvierte die Vanderbilt University in Nashville. Nach einem anschließenden Jurastudium an derselben Universität und seiner Zulassung als Rechtsanwalt begann er in einer Kanzlei in Nashville in diesem Beruf zu arbeiten. Gleichzeitig schlug er als Mitglied der Demokratischen Partei eine politische Laufbahn ein. Seit 1962 saß er im Senat von Tennessee. Dort setzte er sich für eine größere Unabhängigkeit dieses Gremiums von der Exekutive ein. Zwischen 1967 und 1971 war er als Präsident der Kammer gleichzeitig Vizegouverneur seines Staates. Damit war er Stellvertreter von Gouverneur Buford Ellington. Später arbeitete Gorrell als Lobbyist. Er starb überraschend am 12. März 1994.

## Anmerkung
1. ↑  nach anderen Angaben 1928.

| Personendaten    | Personendaten                                |
| ---------------- | -------------------------------------------- |
| NAME             | Gorrell, Frank                               |
| ALTERNATIVNAMEN  | Gorrell, Frank Cheatham (vollständiger Name) |
| KURZBESCHREIBUNG | US-amerikanischer Politiker                  |
| GEBURTSDATUM     | 20. Juni 1927                                |
| GEBURTSORT       | Russellville, Kentucky                       |
| STERBEDATUM      | 12. März 1994                                |
| STERBEORT        | Brentwood, Tennessee                         |